# Доктрина Рейгана

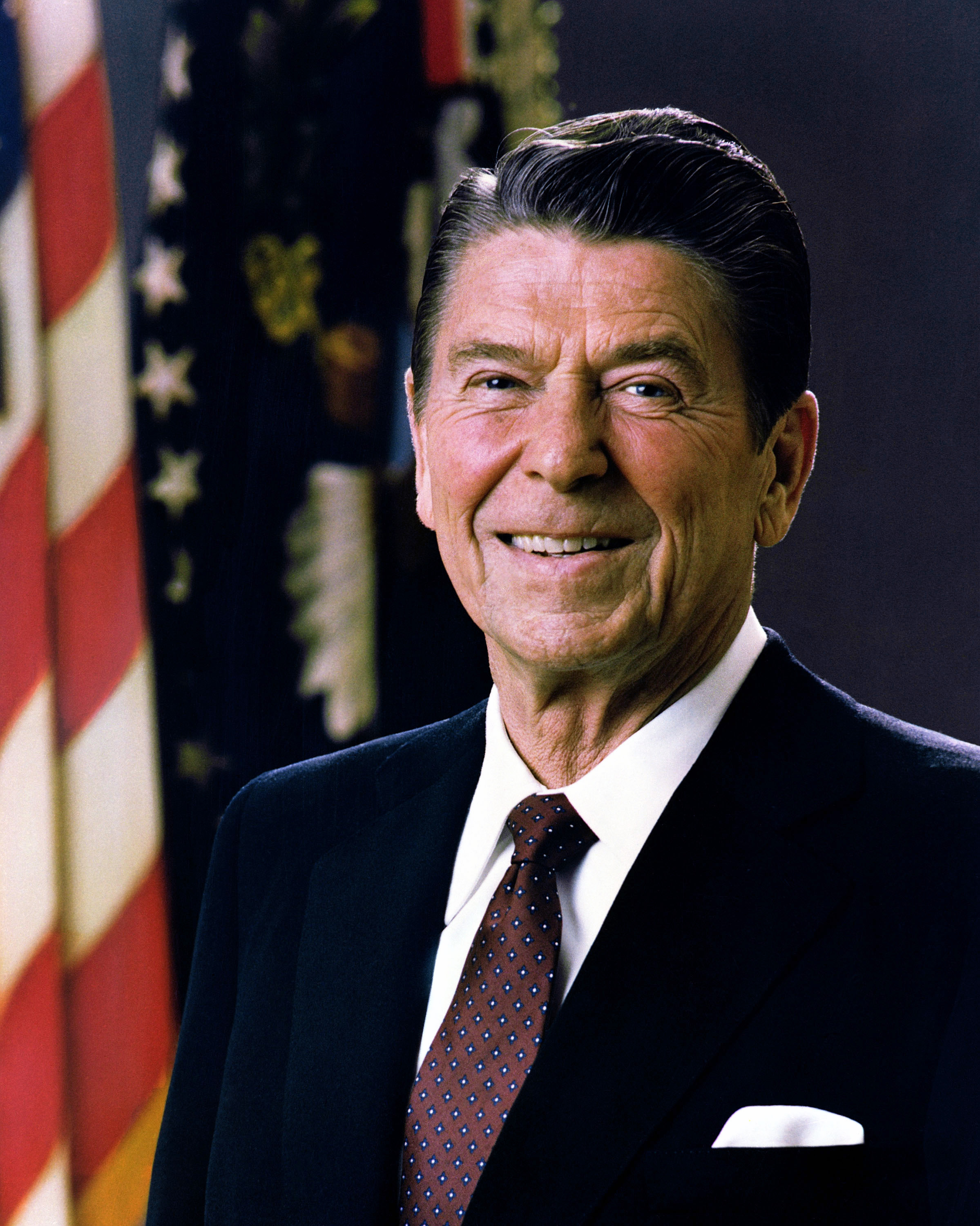

Доктрина Рейгана (англ. Reagan Doctrine) — одна из десяти «президентских доктрин» внешней политики США. Под ней подразумевается стремление администрации президента Рональда Рейгана поддерживать движения, выступающие за свержение просоветских и прокоммунистических режимов в странах третьего мира — в Азии, Африке, Центральной Америке. К государствам, в которых администрация США поддерживала антикоммунистические силы, относятся Афганистан, Ангола, Вьетнам, Иран, Кампучия, Лаос, Ливия, Никарагуа, Эфиопия, страны Варшавского договора, кроме СССР. В некоторых из этих государств (Афганистан, Ангола, Никарагуа) в описываемый период шли гражданские войны, которые могут рассматриваться как опосредованные войны в рамках холодной войны. А в Польше было введено военное положение и развёрнут новый виток репрессий со стороны властей. США начали новый этап гонки вооружений, считая, что СССР не в состоянии «угнаться» за их прогрессом в данной сфере. Результатом реализации данной доктрины можно рассматривать свержение многих просоветских режимов и даже распад СССР.

## История
Термин впервые употреблён в журнале «Тайм» в 1985 году, однако элементы соответствующей политики осуществлялись и раньше, причём ещё даже до прихода Рейгана к власти (после прекращения политики разрядки и резкого ухудшения советско-американских отношений с началом Афганской войны, то есть ещё при Картере).
В 1990—2000-е годы исламистский терроризм (связанный с фигурами вроде Усама бен Ладена), направленный против США, некоторыми рассматривается как побочный эффект доктрины Рейгана (так как афганский джихад, продолжателями которого выступали моджахеды бен Ладена и талибы, в период его антисоветской направленности поддерживался США).

## Другие сторонники
Доктрину Рейгана поддержали многие влиятельные консервативные политики в Вашингтоне, среди которых: Гровер Норкуист; бывший спичрайтер Рейгана и впоследствии американский конгрессмен Дейна Рорабейкер, совершивший несколько тайных поездок в Афганистан и активно выступавший против советской оккупации.

## Мнения о доктрине
- Как отмечает исследователь А. П. Цветков: «…не подлежит сомнению, что внешняя и оборонная политика администрации Рейгана значительно ускорила крах СССР. Ей давали отпор по всем направлениям — в Афганистане, в Никарагуа, в Анголе. Программу „звёздные войны“ многократно критиковали, и в первую очередь внутри Соединённых Штатов, за её якобы принципиальную неосуществимость. Но противник не мог знать наверняка, и попытки ответных мер, к тому же пришедшиеся на период резкого падения цен на нефть, окончательно подорвали советскую экономику»[3].
- Сущность доктрины Рейгана, как пишет Л. Пратт, выразилась в проведении подрывных подпольных операций, «в агрессивных необъявленных войнах и в вопиющем нарушении самых фундаментальных принципов международного права и международной справедливости»[4].
- «Президент Рейган проводил внешнюю политику США, исходя из убеждения, что глобальная сила США должна быть абсолютной в последнем десятилетии XX века. Главное в этом убеждении — необходимость и возможность США навязывать свою волю всему миру. Любое проявление независимости, любой вызов или неповиновение воле США не будут и не могут быть терпимыми и должны немедленно пресекаться. Центральным для этой доктрины было совершенно открытое нарушение международных договоров и обязательств, коррупция или абсолютное пренебрежение к международным организациям, к сущности международных договоров и норм международного права…»[5], констатирует американский политолог Брэдфорд Бэрнс (Bradford Burns).